# Der Volksstaat

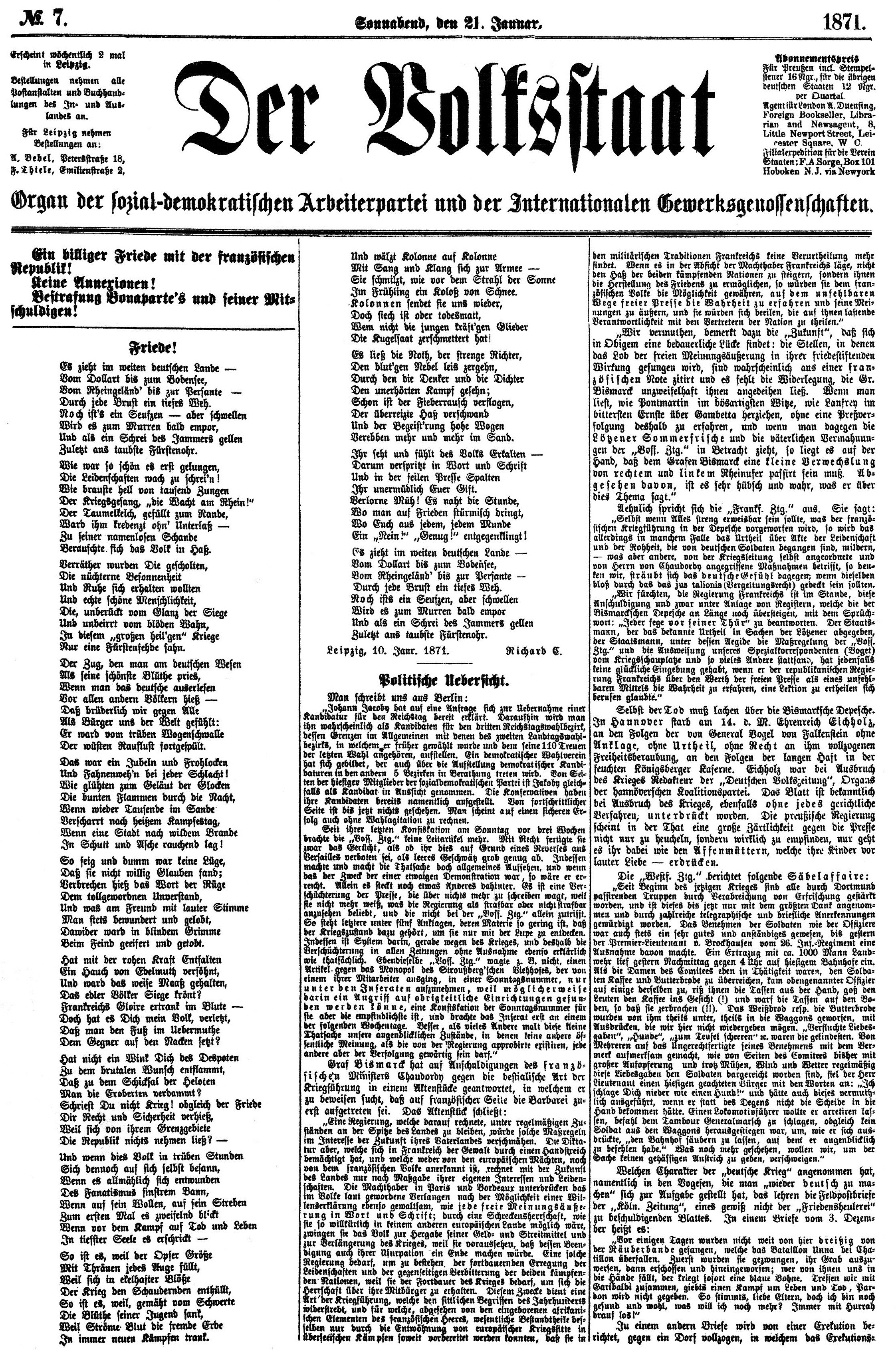
Der Volksstaat. Nr. 7 vom 21. Januar 1871, Seite 1

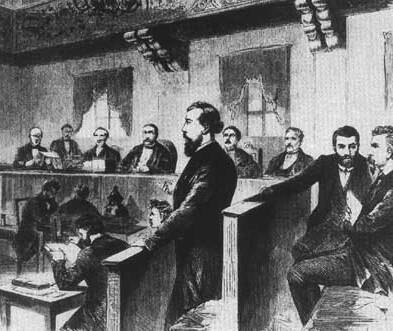
Wilhelm Liebknecht (in der Mitte im Zeugenstand stehend), Adolf Hepner (2. v. r.), und August Bebel (1. v. r.) als Angeklagte beim Leipziger Hochverratsprozess. Holzstich von Friedrich Waibler 1872.

Der Volksstaat. Organ der sozialdemokratischen Arbeiterpartei und der internationalen Gewerksgenossenschaften war eine sozialdemokratische Zeitschrift und Parteiorgan der Sozialdemokratischen Arbeiterpartei (SDAP). Sie erschien vom 1. Oktober 1869 bis 29. September 1876. Redakteur war Wilhelm Liebknecht in Leipzig. Die Beilage Der Volksstaat-Erzähler erschien vom 7. Dezember 1873 bis 19. Dezember 1875. Auch Karl Marx und Friedrich Engels arbeiteten an dieser Zeitung mit.
Die Zeitung erschien 1871 zweimal wöchentlich, hatte einen Umfang von vier bis sechs Seiten und im 2. Quartal 1871 reichsweit 3212 Abonnenten.
Im Leipziger Hochverratsprozess vom 11. bis 26. März 1872 waren Wilhelm Liebknecht, August Bebel und Adolf Hepner (dieser als zweiter Redakteur von Der Volksstaat) angeklagt. Liebknecht und Bebel wurden verurteilt, Hepner freigesprochen.
Hepner war „so unschuldig wie ein neugeborenes Kind“, wie Bebel vermerkte.

## Reprint
- Der Volksstaat. 8 Bde. Mit Einleitung und Bibliographie von Marx und Engels im „Volksstaat“ von Erich Kundel, Berlin. Zentralantiquariat der DDR, Leipzig 1973, 3388 S.